# اگوستین ایزکیاردو
اگوستین ایزکیاردو (انگلیسی: Agustín Izquierdo؛ زادهٔ ۱۲ مارس ۱۹۷۰) بازیکن فوتبال اهل اسپانیا است.
از باشگاه‌هایی که در آن بازی کرده‌است می‌توان به باشگاه فوتبال لوانته اشاره کرد.